# ヤンググランプリ
ヤンググランプリは、毎年12月末のKEIRINグランプリ・寺内大吉記念杯競輪シリーズの初日に実施される、競輪のGII競走である。

## 概要
1995年12月29日、立川競輪場でのKEIRINグランプリシリーズ2日目最終レース（第11レース）において、同年1月に発生した兵庫県南部地震（阪神・淡路大震災）の復興支援競輪（被災地支援競走）という位置付けで、企画レースとして実施された。そのため、「ヤンググランプリ」は当時としてはこの年限りで、以降暫く開催は途絶えた。
- この時の出場選手は、当時活躍していた若手選手の代表として、稲村成浩・伊藤保文・高谷雅彦・横田努・加倉正義・澤田義和・本田博・金古将人・金山栄治が選出された。レースは先行した高谷雅彦をマークした金古将人が抜け出して優勝し、賞金1500万円を獲得した[1]。

現在行われている当大会のルーツは、競輪祭の一環として行われた「浜田賞・全日本競輪新人王決定戦」（GI相当）であり、通常の競輪レースと同じくトーナメント形式として開催され、初期では優勝者に特典として全日本競輪王決定戦の決勝レース出場資格が与えられていたこともあった。
1999年度からの競輪の番組改正により競輪祭は6日間制から4日間制に短縮された（2018年より再度6日間化）関係で、新人王決定戦はトーナメント方式での開催は取りやめとなり、過去1年半以内のデビュー選手で競走成績が最優秀の選手9人により競輪祭最終日（4日目）に一発勝負で新人レーサー日本一を決定することとなった。しかし、2001年度からの競輪の番組制度改革に伴い競輪祭の開催が1月に変更されたため新人王レースは廃止され、それに代わる新人レーサー実力日本一決定戦として、1995年に行ったヤンググランプリの名称を復活させ、それまでの新人王レースに替わる位置づけとしたのがこの大会であり、開催時期も1995年の時と同じく12月のKEIRINグランプリ開催前日（グランプリシリーズ開催2日目、基本的には12月29日）となった。なお、選手の選抜方法は競輪祭・新人王決定戦が単発レースとして行われた時代と同じである。なお、当レースではS級・A級混合で行われるが、通常はS級からのみで9名が選出されるためA級から選出されることは稀である。
2008年の第8回より12月29日には新設GIのSSカップみのりが行われることになったため、ヤンググランプリはその前日の12月28日に開催されることになったが、特別競輪の開催見直しにより2012年の第12回から再び開催日が12月29日に戻されることになった。
2016年の第16回からは、冠競走として行われている（2016年と2019年は楽天・Kドリームス協賛、2017年と2018年はチャリロト協賛、2020年以降はWINTICKET協賛）。
2020年の第20回はCOVID-19流行と感染拡大を防止する観点から入場は事前申込制とした上で、神奈川県在住のみで最大2000名と制限した上での開催となった。また、翌2021年の第21回は、一般入場については事前申込は不要ながら静岡本場の場内滞留が5,000名を超えた場合は入場制限を実施するとした上で開催された。
2022年の第22回から、それまでKEIRINグランプリシリーズ初日に行われていたガールズグランプリと日程を入れ替え、2011年以来11年ぶりに再度12月28日の開催となった。なお、開催当日は平塚本場の入場者数が先着20,000名を超えた場合は入場制限を実施するとしていたが、実施しなかった。

### 賞金
直近の各着順における賞金額は、以下の通り。（　）内は副賞（1着に授与）を含んだ金額。単位は万円。
| 大会             | 1着        | 2着   | 3着   | 4着  | 5着  | 6着  | 7着  | 8着  | 9着  |
| ---------------- | ---------- | ----- | ----- | ---- | ---- | ---- | ---- | ---- | ---- |
| 第23回（2023年） | 470（650） | 234.6 | 142.2 | 94.8 | 75.2 | 65.4 | 56.9 | 51.7 | 47.0 |
| 第24回（2024年） | 500（680） | 244.0 | 148.0 | 98.6 | 78.2 | 68.0 | 59.2 | 53.8 | 48.9 |

## 出場選手選抜方法
ヤンググランプリの出場選手は、KEIRINグランプリ出場者を除く若手選手の中から、以下の優先順位に従って正選手9名・補欠1名が選抜される。
- 出場資格…開催当年から数えて2年以内[注 6]にデビューした男子選手。開催当年と、開催前年、開催前々年にデビューした計3期の男子選手が対象となる。
- 選考期間…当年1月 - 9月（9ヶ月間）※ただし、当年デビューの場合は7月 - 9月（3ヶ月間）のみ
- 選考月…10月
- 最低出走回数…36出走※ただし、当年7月デビューの場合は12出走[注 7]

1. 当年に夏季オリンピックが開催された場合は、そのオリンピックにおけるトラックレース競技の代表選手
2. 平均競走得点上位者を、S級在籍者から順次選抜し、9名に達しない場合はA級在籍者からも選抜する
3. 選考期間における平均競走得点が同点だった場合は、選考期間における選考用賞金獲得額上位者を上位とする

なお、補欠選手は正選手を除く平均競走得点上位者からさらに順次選抜される。
ヤンググランプリに選ばれた選手においては、のち当年のKEIRINグランプリに選ばれた場合、KEIRINグランプリの出場資格を付与し、ヤンググランプリについては補欠選手を繰り上げることになっている。

## 過去の優勝者
| 回 | 開催日         | 開催場 | 出場資格 | 優勝者     | 優勝者 | 優勝者 |
| 回 | 開催日         | 開催場 | 出場資格 | 氏名       | 期別   | 府県   |
| -- | -------------- | ------ | -------- | ---------- | ------ | ------ |
| 1  | 2001年12月29日 | 平塚   | 82期-    | 荒井崇博   | 82期   | 佐賀   |
| 2  | 2002年12月29日 | 立川   | 84期-    | 渡部哲男   | 84期   | 愛媛   |
| 3  | 2003年12月29日 | 京王閣 | 85期-    | 岡田征陽   | 85期   | 東京   |
| 4  | 2004年12月29日 | 立川   | 86期-    | 海老根恵太 | 86期   | 千葉   |
| 5  | 2005年12月29日 | 平塚   | 87期-    | 山崎芳仁   | 88期   | 福島   |
| 6  | 2006年12月29日 | 京王閣 | 88期-    | 金成和幸   | 88期   | 福島   |
| 7  | 2007年12月29日 | 立川   | 89期-    | 菊地圭尚   | 89期   | 北海道 |
| 8  | 2008年12月28日 | 平塚   | 90期-    | 飯野祐太   | 90期   | 福島   |
| 9  | 2009年12月28日 | 京王閣 | 91期-    | 神山拓弥   | 91期   | 栃木   |
| 10 | 2010年12月28日 | 立川   | 92期-    | 深谷知広   | 96期   | 愛知   |
| 11 | 2011年12月28日 | 平塚   | 95期-    | 柴田竜史   | 96期   | 静岡   |
| 12 | 2012年12月29日 | 京王閣 | 97期-    | 松岡篤哉   | 97期   | 岐阜   |
| 13 | 2013年12月29日 | 立川   | 99期-    | 猪俣康一   | 99期   | 愛知   |
| 14 | 2014年12月29日 | 岸和田 | 101期-   | 近藤龍徳   | 101期  | 愛知   |
| 15 | 2015年12月29日 | 京王閣 | 103期-   | 野口大誠   | 105期  | 熊本   |
| 16 | 2016年12月29日 | 立川   | 105期-   | 渡邉雄太   | 105期  | 静岡   |
| 17 | 2017年12月29日 | 平塚   | 107期-   | 鈴木竜士   | 107期  | 茨城   |
| 18 | 2018年12月29日 | 静岡   | 109期-   | 太田竜馬   | 109期  | 徳島   |
| 19 | 2019年12月29日 | 立川   | 111期-   | 松本貴治   | 111期  | 愛媛   |
| 20 | 2020年12月29日 | 平塚   | 113期-   | 松井宏佑   | 113期  | 神奈川 |
| 21 | 2021年12月29日 | 静岡   | 115期-   | 小原佑太   | 115期  | 青森   |
| 22 | 2022年12月28日 | 平塚   | 117期-   | 菊池岳仁   | 117期  | 長野   |
| 23 | 2023年12月28日 | 立川   | 119期-   | 太田海也   | 121期  | 岡山   |
| 24 | 2024年12月28日 | 静岡   | 121期-   | 纐纈洸翔   | 121期  | 愛知   |

## テレビ中継
2015年までは地上波・BSでも放送されていたが、2016年 - 2021年はSPEEDチャンネルのみの中継になっていた。
2022年以降は、BS日テレでも『坂上忍の勝たせてあげたいTV 若手人力最速王決定戦 ヤンググランプリ2022・2023・2024』として放送され、同年はレース中継としては世界初となる「自由視点映像」も導入された。

## エピソード
- 第6回では、過去最高となる12億3836万8100円の売上額を記録した[12]。

- 第24回は、出場9選手が全て121期で、123期がいなかった。また、前回優勝の太田海也が2年連続で選出されており史上初の連覇が期待されたが、4着に終わった[13]。

## 今後の開催予定
- 第25回（ヤンググランプリ2025） - 2025年12月28日 （平塚競輪場）
- 第26回（ヤンググランプリ2026） - 2026年12月28日 （いわき平競輪場）